# تترامتیل اورتوسیلیکات
تترامتیل اورتوسیلیکات (به انگلیسی: Tetramethyl orthosilicate) با فرمول شیمیایی SiC4H12O4 یک ترکیب شیمیایی با شناسه پاب‌کم 12682 است. که جرم مولی آن 152.25 می‌باشد. شکل ظاهری این ترکیب، مایع بی‌رنگ است.